# Bonnevie (cràter)
Bonnevie és un cràter d'impacte en el planeta Venus de 92,2 km de diàmetre. Porta el nom de Kristine Bonnevie (1872-1948), biòloga noruega, i el seu nom va ser aprovat per la Unió Astronòmica Internacional el 1991.